# Rychlý rádiový záblesk
Rychlý rádiový záblesk (někdy ve zkratce FRB z anglického Fast radio burst) je označení pro astronomický jev, při kterém se uvolní nesmírné množství energie ve formě rádiového záření, což na Zemi pozorujeme jako záblesk v radiovém oboru spektra. Doba trvání těchto pulsů je maximálně jednotky milisekund a jejich zdroje jsou mimo naši galaxii .

## Původ
První FRB byl identifikován v roce 2007 v archivních datech z pozorování pulsarů z roku 2001 Lorimerem a Markovičem. Od té doby již bylo detekováno mnoho takových záblesků. První se podařilo lokalizovat záblesk označovaný jako FRB 121102. Ten byl objeven v roce 2012. Opakovaně přichází z trpasličí galaxie. Jako zdroj záblesku FRB 180924 z roku 2018 byla identifikována galaxie 3,6 miliardy světelných let daleko. Záblesk FRB 190523 pak přišel roku 2019 z galaxie podobné jako je naše Mléčná dráha.
V roce 2020 byl pomocí teleskopu CHIME poprvé popsán zdroj FBR, který vysílá opakované záblesky pravidelně, s periodou asi 16 dní. Navíc jde mezi zdroji opakovaných FBR o zatím nejbližší zdroj, nachází se ve vzdálenosti „jen“ půl miliardy světelných let daleko.